# Dustin Kensrue
Dustin Kensrue född Dustin Michael Kensrue (uttalas Kenz-roo), 18 november 1980 i Irvine, Orange County, Kalifornien är en amerikansk sångare, textförfattare och rytmgitarrist i bandet Thrice. Han har även släppt album som soloartist.

## Diskografi
Soloalbum
- 2007 – Please Come Home[5]
- 2008 – This Good Night Is Still Everywhere[6]
- 2013 – The Water & the Blood
- 2015 – Carry the Fire
- 2016 – Thoughts That Float on a Different Blood

Studioalbum med Thrice
- 2000 – Identity Crisis
- 2002 – The Illusion of Safety
- 2003 – The Artist in the Ambulance
- 2005 – If We Could Only See Us Now (samlingsalbum)
- 2005 – Vheissu
- 2007 – The Alchemy Index Vols. I & II
- 2008 – The Alchemy Index Vols. III & IV
- 2008 – Live at the House of Blues (livealbum)
- 2009 – Beggars
- 2011 – Major/Minor
- 2012 – Anthology (livealbum)
- 2016 – To Be Everywhere Is to Be Nowhere
- 2018 – Palms